# Яхреньзьке сільське поселення
Яхре́ньзьке сільське поселення (рос. Яхреньгское сельское поселение) — адміністративна одиниця у складі Підосиновського району Кіровської області Росії. Адміністративний центр поселення — село Яхреньга.

## Історія
Станом на 2002 рік на території сучасного поселення існували такі адміністративні одиниці:
- частина Ровдінського сільського округу (селище Ровдіно, присілки Горносталіха, Гур'єво, Лермонтово, Нова Яхреньга, Паньково, Плесо, Ровдіно, Савіно)
- Яхреньзький сільський округ (село Яхреньга, присілки Борок, Бреньково, Головіно, Заболотьє, Коровіно, Мала Горка, Морозово, Низовське, Окулово, Осаново, Раменьє, Старе Конево, Южна, Юкляєво)

Поселення було утворене згідно із законом Кіровської області від 7 грудня 2004 року № 284-ЗО у рамках муніципальної реформи.

## Населення
Населення поселення становить 662 особи (2017; 730 у 2016, 766 у 2015, 801 у 2014, 838 у 2013, 919 у 2012, 976 у 2010, 1411 у 2002).

## Склад
До складу поселення входять 24 населених пункти:
| Населений пункт         | Населення, осіб (2002) | Населення, осіб (2010) |
| ----------------------- | ---------------------- | ---------------------- |
| Борок, присілок         | 2                      | 0                      |
| Бреньково, присілок     | 20                     | 17                     |
| Головино, присілок      | 240                    | 145                    |
| Горносталіха, присілок  | 19                     | 6                      |
| Гур'єво, присілок       | 0                      | 0                      |
| Заболотьє, присілок     | 1                      | 0                      |
| Коровино, присілок      | 4                      | 1                      |
| Лермонтово, присілок    | 6                      | 0                      |
| Мала Горка, присілок    | 25                     | 14                     |
| Морозово, присілок      | 1                      | 0                      |
| Низовське, присілок     | 113                    | 88                     |
| Нова Яхреньга, присілок | 39                     | 15                     |
| Окулово, присілок       | 15                     | 1                      |
| Осаново, присілок       | 24                     | 12                     |
| Паньково, присілок      | 2                      | 0                      |
| Плесо присілок          | 3                      | 0                      |
| Раменьє, присілок       | 0                      | 0                      |
| Ровдіно, присілок       | 175                    | 117                    |
| Ровдіно, селище         | 154                    | 78                     |
| Савино, присілок        | 2                      | 0                      |
| Старе Конево, присілок  | 3                      | 0                      |
| Южна, присілок          | 21                     | 13                     |
| Юкляєво, присілок       | 9                      | 1                      |
| Яхреньга, село          | 533                    | 468                    |